# Владислав I Герман
Владисла́в I Ге́рман (пол. Władysław I Herman; 1043 — 4 червня 1102) — князь Польщі (1079—1102). Представник династії П'ястів.
Син князя Казимира І Відновителя й руської князівни Добронеги, доньки Великого князя Київського Володимира I Великого. Канонізований у Польській православній церкві.

## Біографія

### Володар Мазовії
Походив із династії П'ястів, по материнський лінії з династії Святославичів. Син Казимира I Відновителя та княжни Добронеги, доньки Великого князя Київського Володимира I Великого.
Після смерті батька у 1058 році отримав в керування Мазовію, зробивши своїм головним містом Плоцьк. Не виявив значних державницьких здібностей. Під час повстання 1079 року польських магнатів проти його брата Болеслава II Сміливого Владислав Герман перейшов на бік бунтівників й зрештою очолив боротьбу проти брата.

### Король Польщі
Після вигнання Болеслава II з країни у 1079 році Владислав Герман стає володарем Польщі. Втім зрікається королівського титулу й оголошує себе князем. Із самого початку замало цікавився політичними справами, передавши значні повноваження воєводі Сецеху, який з цього моменту в значній мірі впливав на польську внутрішню та зовнішню політику. Головними завданнями князь Польщі та Сецех для себе вбачали у замиренні із сусідами та приборканні місцевих магнатів. З цією метою було укладені мирні договори із Чеським князівством (1081) та Священною Римською імперією (1088). Згідно з цими угодами було визнано володарювання Польщі у Сілезії (як посаг за доньку богемського короля), а князь Польщі став васалом імперії. Також Польща була вимушена уступити Червенські городи Київській Русі. Водночас були здійснені спроби обмежити вплив аристократії.
Проте вплив та вага центральної влади ослабнули. У 1089-1090 роках тривала боротьба у Померанії, де спалахнуло повстання. Зрештою польські війська зазнали поразки, Владислав Герман визнав незалежність цієї області. У 1091 році виник новий заколот на підтримку одного з синів князя Польщі — Болеслава. Втім Сецеху вдалося його придушити. У 1092 році повстав інший син — Збігнєв. Йому вдалося захопити Вроцлав й значну частину Сілезії. Проте у 1093 році Сецех розбив Збігнєва й запроторив того до в'язниці. До 1097 року Владислав I Герман спокійно керував країною при підтримці Сецеха. Але у 1097 році під тиском магнатів змушений був випустити сина Збігнєва. Разом з іншим сином Болеславом спрямував на підкорення Померанії. Втім вони розвернули війська проти батька. Зрештою Владислав зазнав поразки й вимушений був погодитися на угоду із синами. Згідної неї, Збігнєв ставав князем Великої Польщі, а Болеслав — Сілезії, Владислав I Герман залишався верховним володарем та військовим очільником, лише він міг вирішувати питання зовнішньої політики. У 1098-1099 роках спалахнуло нове повстання синів Владислава, яке знову вдалося розбити. Цього разу Збігнєв отримав частину Великої Польщі, Куявію, Серадзію, Ленчин, а Болеслав — Малу Польщу з Краковом. У Владислава Германа залишилася Мазовія та титул. Воєводу Сецеха було скинуто з посади та осліплено.
Помер Владислав I Герман 4 червня 1102 року у Плоцьку. Був похований в кафедральному соборі Плоцька.

## Родина
1 Дружина — Преслава Правдич (?-?).
Діти:
- Збігнєв (1070—1112), польський князь (з 1092 г.)

2 Дружина — Юдита Богемська (1056—1086), донька Вратислава II, князя та короля Богемії.
Діти:
- Болеслав (1086—1138), князь Польщі з 1107 до 1138 року.

3 Дружина — Юдита Швабська (1047—1092), донька Генріха III Чорного, імператора Священної Римської імперії.
Діти:
- Софія (1089—1122), одружена (1108) з Ярославом Святополчичем, князем Волинським
- Аґнеса (1090—1127), абатиса Кведлінбурзького абатства.
- Аделаїда (1091 — 25/26.03.1127), одружена (1118) з Діпольдом III, маркграфом Північної марки.
- Донька (1092—1111), у шлюбі з польським князем.

## Генеалогія
Владислав I веде свій родовід, в тому числі, й від Великих князів Київських Володимира Великого та Святослава Хороброго.